# Maurits Crucq
Maurits Bourgon Crucq (ur. 10 lutego 1968 w Voorburgu) – holenderski hokeista na trawie. Dwukrotny medalista olimpijski.
Brał udział w dwóch igrzyskach (IO 88, IO 96), na obu zdobywał medale: brąz w 1988 oraz złoto w 1996. Z kadrą brał udział m.in. w mistrzostwach świata w 1990 (tytuł mistrzowski) oraz w mistrzostwach Europy. Łącznie w reprezentacji Holandii rozegrał 132 spotkania.